# Клаар, Халья Карл-Аугустовна
Ха́лья Карл-А́угустовна (Карл-Августовна) Кла́ар (эст. Halja Klaar; 17 декабря 1930, Антсла, Эстонская Республика — 20 февраля 2021, Эстония) — советская и эстонская художник-постановщик.

## Биография
Родилась 17 декабря 1930 года в Антсла . В 1950 году окончила Антсласкую среднюю школу.
C 1950 года училась в Государственном художественном институте Эстонской ССР. В 1957 году окончила факультет живописи по специальности «театральный декоратор». Её дипломной работой стало создание декораций к опере Эвальда Аава «Богатыри».
В 1959—1990 годах была художником-постановщиком на киностудии «Таллинфильм». Участвовала в создании более 20 художественных фильмов и 10 мультфильмов.
В 1961 году Клаар работала с режиссёром Кальё Кийском над созданием первой в мире игровой панорамной картины «Опасные повороты» (лирическая комедия по сценарию фильма «Озорные повороты»; музыку к фильму написал Геннадий Подэльский), в 1968 году — над фильмом «Безумие», за который в 1969 году, на Кинофестивале стран Балтии и Белоруссии получила приз за лучшую работу художника-постановщика художественного фильма.
После выхода на пенсию руководила художественным кружком для взрослых в музыкально-художественной школе в Лихула.
Была членом Союза кино Эстонии и Союза авторов Эстонии.

Оператор Арво Ихо вспоминал:
Я помню Халью Клаар как симпатичную, темпераментную и красноречивую даму, которая часто выступала на заседаниях художественного совета Таллинфильма и на дискуссиях Киносоюза. Было видно, что у неё хорошее визуальное мышление и большой опыт в области дизайна кино. К 1978 году Халья поучаствовала в создании уже 17 полнометражных художественных фильмов!
Умерла 20 февраля 2021 года.

## Фильмография

### Художник-постановщик
- 1959 — Незваные гости / Kutsumata külalised
- 1960 — Четыре танца к вечеру народного творчества / Neli tantsu rahvakunstiõhtuks
- 1961 — Я и Мурри / Mina ja Murri
- 1961 — Отть в космосе / Ott kosmoses
- 1961 — Опасные повороты / Ohtlikud kurvid
- 1962 — Две иллюстрации / Kaks lugu
- 1963 — Так точно! / Just nii!
- 1963 — Укротители велосипедов / Jalgrattataltsutajad
- 1964 — Молодцы / Tublid loomad
- 1964 — Ноль три / Null kolm
- 1965 — Лёгкая рука / Supernoova
- 1967 — Девушка в чёрном / Tütarlaps mustas
- 1968 — Безумие / Hullumeelsus
- 1968 — Люди в солдатских шинелях / Inimesed sõdurisinelis
- 1969 — Двери / Uksed
- 1970 — Безветрие / Tuulevaikus
- 1971 — Берег ветров / Tuuline rand
- 1972 — Кровавый камень / Verekivi
- 1973 — Родник в лесу / Ukuaru
- 1974 — Красная скрипка / Punane viiul
- 1975 — Школа господина Мауруса / Indrek
- 1976 — Моя жена — бабушка / Minu naine sai vanaemaks
- 1977 — Пастор из Рейги / Reigi õpetaja
- 1979 — Гнездо на ветру / Tuulte pesa
- 1980 — Два дня из жизни Виктора Кингисеппа / Kaks päeva Viktor Kingissepa elust
- 1981 — Гвоздь 2 / Nael II
- 1983 — Город мастеров медовых дел / Meemeistite linn
- 1984 — Смеющийся мяч / Naerupall
- 1985 — Семеро чертей / Seitse kuradit
- 1986 — Река жизни / Elujõgi
- 1987 — Сладкая планета / Magus planeet
- 1988 — Горох / Hernes
- 1990 — Регина / Regina

### Ассистент художника-постановщика
- 1958 — Капитан первого ранга / Esimese järgu kapten
- 1959 — Озорные повороты / Vallatud kurvid

## Звания, награды и премии
- 1982 — Заслуженный деятель искусств Эстонской ССР[4]
- 2017 — Премия Целевого фонда аудиовизуального искусства фонда «Капитал культуры Эстонии» за дело всей жизни — за многолетнюю работу в качестве художника-постановщика[5]
- 2021 — Благодарственное письмо от волости Ляэнеранна за вклад в эстонское кино и в честь её 90-летия[7]

### Комментарии
1. ↑  Эстонские топонимы, оканчивающиеся на -а, в русском языке не склоняются[3], а род получают по родовому слову, например, деревне присваивается женский род, хотя в эстонском языке нет категории рода.